# Coches de pasajeros del Great Western Railway

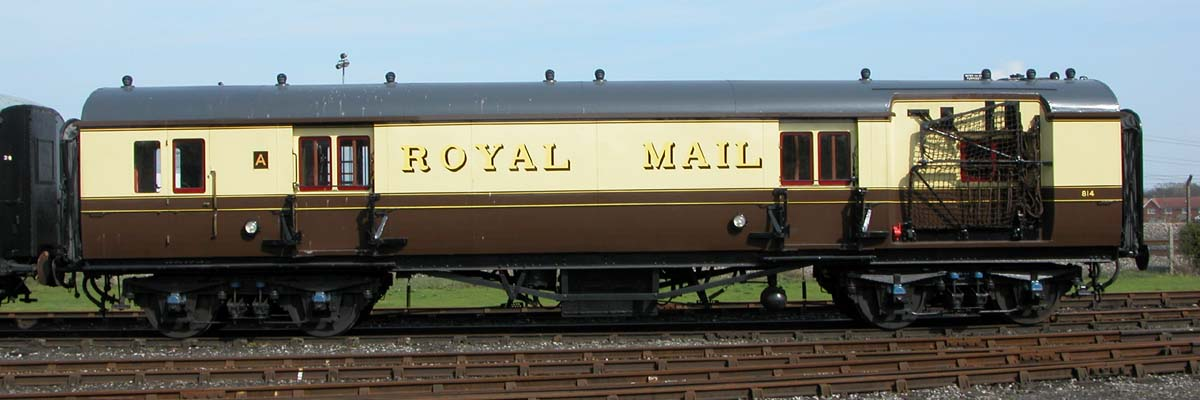
Furgón oficina postal móvil del GWR.

Los coches de pasajeros del Great Western Railway (GWR) eran de tipos muy variados, desde vehículos de cuatro y seis ruedas para las líneas de gran ancho originales de 1838, hasta coches equipados con bogies de hasta 70 pies (21,3 m) de largo que estuvieron en servicio hasta 1947. Los frenos de vacío, los bogies y los pasillos de conexión a lo largo de los trenes comenzaron a utilizarse durante el siglo XIX, y en 1900 se pusieron en servicio los primeros coches con iluminación eléctrica. La década de 1920 vio algunos vehículos equipados con acoplamientos automáticos y carrocerías de acero.
Los primeros vehículos fueron construidos por una serie de empresas independientes, pero en 1844 el ferrocarril comenzó a construir coches en los Talleres de Swindon, lo que finalmente proporcionó la mayor parte del parque de coches de pasajeros de la compañía ferroviaria. Los vehículos especiales incluían coches cama, coches restaurante y y coches de deriva (estos últimos, diseñados para soltarse en plena marcha y dar servicio a estaciones secundarias sin necesidad de detener el resto del tren). También se transportaron pasajeros en automotores de vapor, autocoches y automotores diésel. También existían furgones especiales clasificados como coches para pasajeros dedicados al transporte rápido de paquetería, caballos o leche fresca, formando parte de los trenes expresos.
La mayoría de los coches estaban pintados con la librea marrón chocolate y crema habitual del GWR. Aunque su aspecto se cambió con el paso de los años, fueron de color marrón o rojo liso hasta 1864 y de 1908 a 1922. Los furgones de paquetería y vehículos similares rara vez se pintaron con la librea de dos colores, siendo marrones o rojos en su lugar, lo que hizo que se los conociera como "vehículos marrones".

## Historia

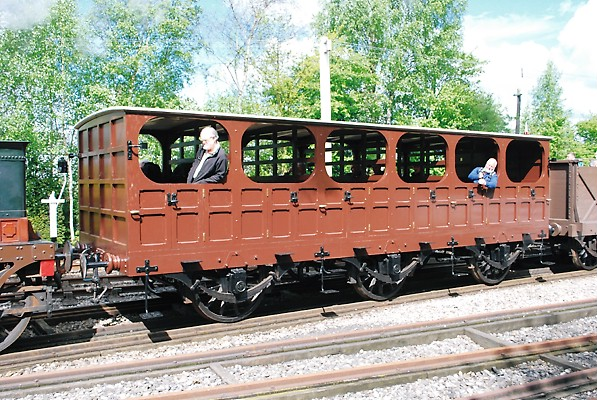
Réplica de un coche del GWR de segunda clase para vía de gran ancho, diseñado originalmente por Daniel Gooch

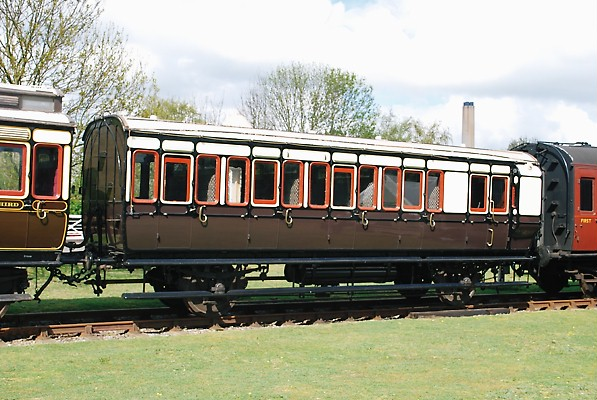
Coche GWR Dean 31 No. 416 de 1891 (un furgón de frenos de tercera clase), tal como se conserva en el Centro del Ferrocarril de Didcot

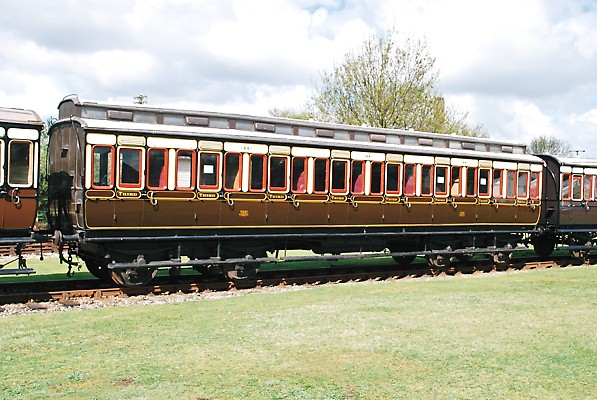
Coche GWR Dean No. 1941 de 1901, un vehículo de tercera clase con techo de tipo claristorio, tal como se conserva en el Centro del Ferrocarril de Didcot

### Antes de 1900
Los primeros coches del GWR, al igual que en otros ferrocarriles en ese momento, eran típicamente vehículos de madera basados en la práctica en los carruajes utilizados en las diligencias, y estaban construidos sobre bastidores cortos y rígidos de seis ruedas (o, a veces, de cuatro ruedas), aunque las vías de gran ancho (de 7 pies 1/4 plg (2140 mm)) permitían emplear carrocerías más anchas, con capacidad para un mayor número de personas sentadas en cada compartimento que los coches para las vías de ancho estándar. Se habilitaron tres categorías o clases de coches de viajeros, aunque los de tercera clase no se transportaban en todos los trenes y, durante los primeros años, eran poco más que remolques abiertos con asientos rudimentarios. Se fabricaron algunos coches rígidos de ocho ruedas, mientras que los frenos de vacío y los bogies aparecieron antes del final de la vía ancha en 1892.
El primer tren del Reino Unido con un pasillo continuo a lo largo de todos los coches entró en servicio el 7 de marzo de 1890, en la ruta entre Paddington y Birkenhead, y en los años siguientes se introdujeron más trenes con pasillo en todas las rutas principales. En 1900, un nuevo tren hacia Milford para el enlace con el tráfico naval, introdujo luces eléctricas y el accionamiento del freno de emergencia se instaló en el interior del tren (dado que hasta entonces, un pasajero que necesitase detener el tren en caso de emergencia tenía que asomarse por una ventana y tirar de una cuerda por encima de la puerta). En aquel momento, los coches generalmente tenían un techo con ventanales superiores en forma de claristorio. Los primeros techos abombados se instalaron en los automotores de vapor del GWR en 1903.

### 1903-1930
El GWR siempre tuvo una ventaja por su mayor gálibo ferroviario sobre los otros ferrocarriles británicos, ya que parte de su infraestructura se diseñó originalmente para las vías de gran ancho (7 pies y ¼ de pulgada). Después de cambiar su infraestructura al ancho de vía estándar (de 1435 mm (4' 81/2")), el GWR disponía de espacio adicional sobre sus vías, en el que podía emplear material rodante de mayor amplitud en las antiguas líneas de vía de gran ancho, como las de Londres a Plymouth y Penzance.
La primera carrocería de un coche de pasajeros en aprovechar ambas ventajas fue la Dreadnought de 1904, con:
- Longitud de 70 pies (21,3 m), cuando los coches habilitados para circular por el resto de las líneas de ferrocarril de ancho estándar en Gran Bretaña medían un máximo de 57 pies (17,4 m).
- Ancho de 9 pies 6 pulgadas (2,9 m), cuando el ancho estándar era de 9 pies (2,7 m). Para mantenerse dentro de las restricciones del gálibo del GWR, las puertas de los extremos se insertaron en los vestíbulos de conexión entre los coches.

El Dreadnought también fue el primer coche del GWR con puertas para aislar los compartimentos internas, pero como no fueron bien recibidas por los viajeros, el siguiente diseño volvió a los compartimentos con puertas externas. El diseño Concertina de 1906/7 volvió al ancho de 9 pies (2,7 m), pero mantuvo la longitud de 70 pies (21,3 m). Las puertas estaban empotradas en el costado de la carrocería en lugar de estar al ras con los paneles exteriores, y como cada coche se colocó en un conjunto fijo, la compañía instaló conexiones tipo fuelle entre los vehículos para suavizar el flujo de aire.

Coche GWR Churchward 57 No. 8930 "Toplight" Corridor de Tercera Clase, como se conserva en el Ferrocarril de Severn Valley

El diseño más exitoso e icónico del GWR fue el coche Toplight de 1907, que recibió su nombre debido a los pequeños "lucernarios" instalados sobre las ventanas principales. Empleaba el gálibo propio de la vía estándar, con longitudes de hasta 57 pies (17,4 m) pero siempre 9 pies (2,7 m) de ancho. Los coches con paneles de acero en lugar de madera aparecieron por primera vez en 1912.
El siguiente cambio significativo se produjo en 1922, cuando se introdujo la carrocería con extremo de proa en longitudes de 57 pies y 70 pies. Hasta entonces, los coches tenían extremos planos, pero los extremos arqueados eran más fáciles de encajar con los acopladores Buckeye, que entonces estaban encontrando el favor de las compañías operadoras de los trenes de pasajeros en el Reino Unido. Estos coches eran generalmente más sencillos que los vehículos anteriores, ya que sus paramentos estaban al ras, prescindiendo de paneles con reborde.
A diferencia de otros ferrocarriles que dependían en gran medida de los viajeros, el GWR no había introducido ningún conjunto de vehículos articulados de alta capacidad hasta 1925, ya que debido a su falta de flexibilidad en el uso, desde Swindon se consideraron un fracaso. A partir de 1929, los coches tenían ventanas al ras de los paneles de la carrocería. Las primeras ventanas de este tipo se instalaron en los vagones del Cornish Riviera Express, y al año siguiente se siguió por los coches de servicio general, incluidos los "Conjuntos B", trenes de dos coches que se utilizaron principalmente en ramales.

### Década de 1930

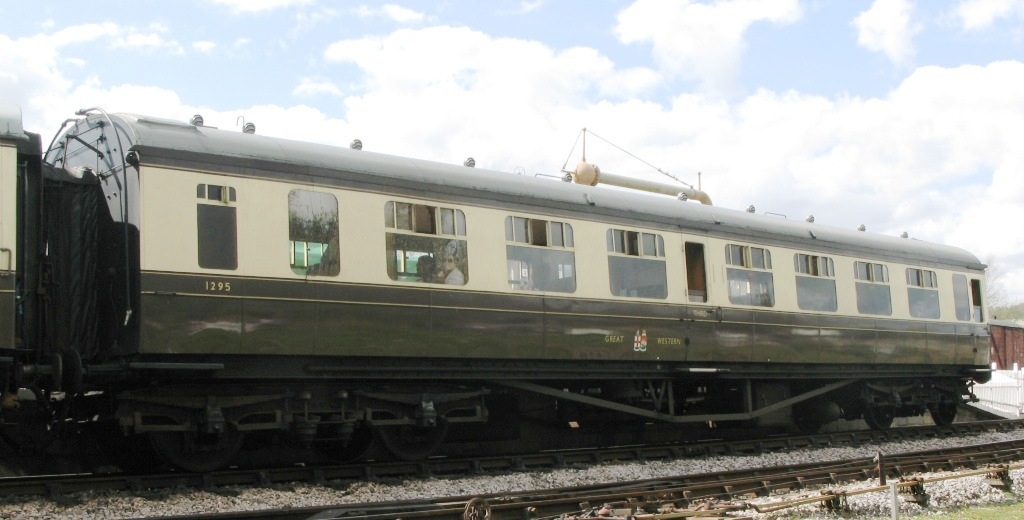
Un coche abierto de tercera clase construido para trenes de excursión en 1937

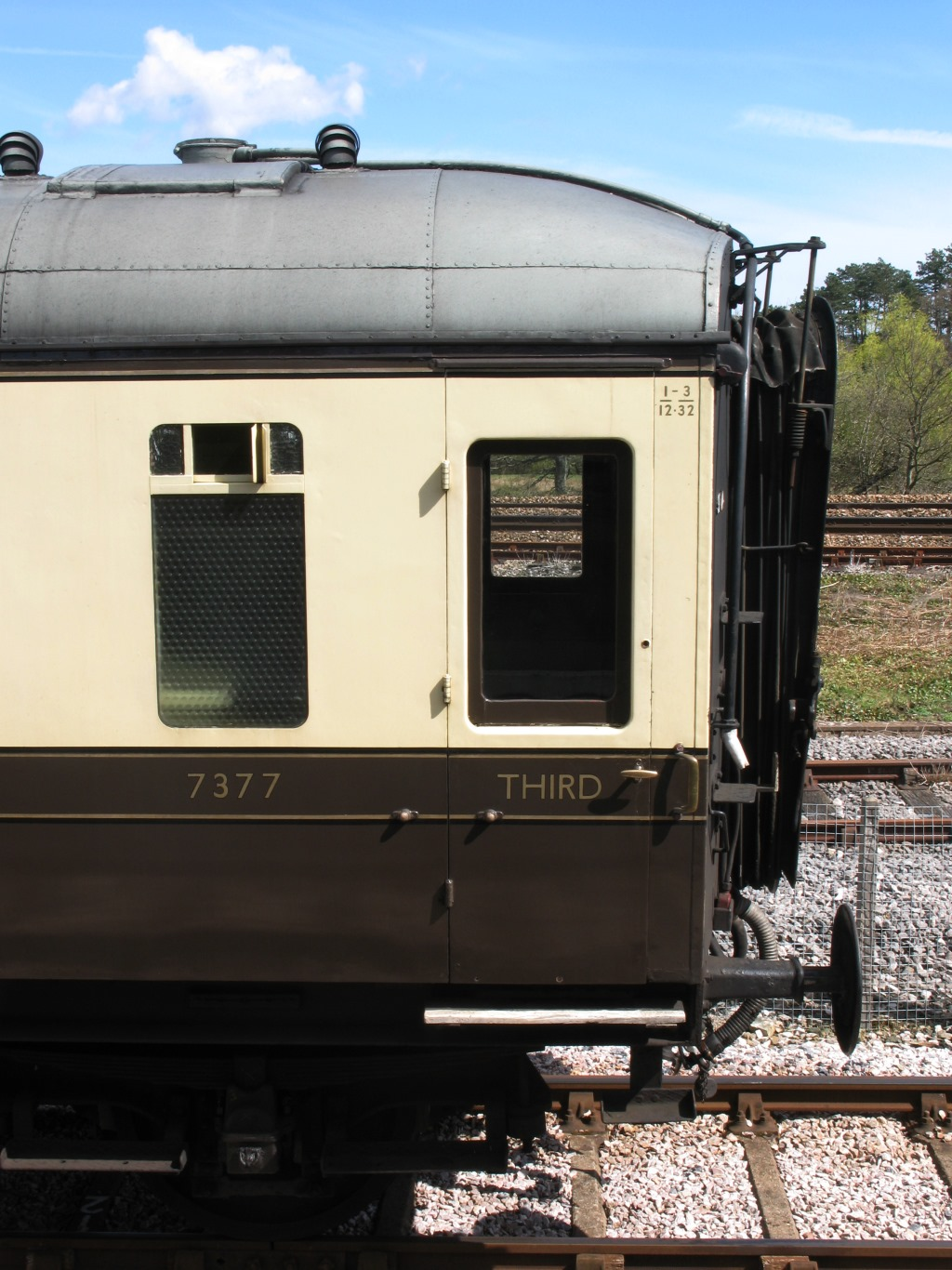
El perfil distintivo del techo de un coche diseñado por Hawksworth

Con los costos aumentando y los ingresos cayendo, el gerente general Sir Felix Pole le había indicado al ingeniero mecánico jefe de la compañía, Charles Collett, que desarrollara diseños de locomotoras económicos y de mayor potencia, lo que lo llevó a adaptar las realizaciones de su predecesor, George Jackson Churchward, en lugar de incorporar la nueva tecnología de vapor como hizo Sir William Stanier en el Ferrocarril de Londres, Midland y Escocés. Collett siguió la misma filosofía en el diseño de sus coches, mejorando o adaptando lo ya existente, en lugar de decidirse por innovar.
En 1929, la junta del GWR aprobó arrendar a la Pullman Company sus nuevos coches para los servicios marítimo-ferroviarios especiales Ocean, que daban un servicio combinado con los transatlánticos que atracaban en Plymouth. Sin embargo, en 1929, la Junta del GWR aprobó el desarrollo propuesto por Collett de unos coches más grandes y más cómodos, como se había intentado con los Dreadnoughts anteriores. En 1931 se construyó el primero de los ocho Súper Salones, también conocidos en inglés como Ocean Saloons.
En 1935, se introdujo el material de excursión con salones abiertos en lugar de compartimentos, seguido por los coches Súper Salones del tipo Centenario para el Cornish Riviera Express. Desde 1936 en adelante, todo el material nuevo de la línea principal del GWR tenía ventanas grandes en cada compartimento, así como entradas y salidas a través del pasillo y los vestíbulos de los extremos. Sin embargo, Collett había tardado seis años en poner en práctica lo que el LMS y el LNER habían estado haciendo desde 1930.
Un nuevo perfil distintivo apareció en 1944, cuando el nuevo ingeniero jefe Frederick Hawksworth introdujo los coche con pasillo con extremos de techo abovedados, aunque los coches que no contaban con pasillo y los autocoches conservaron un techo más convencional. Las luces fluorescentes se probaron en los nuevos automotores construidos en 1946.

## Coches especiales

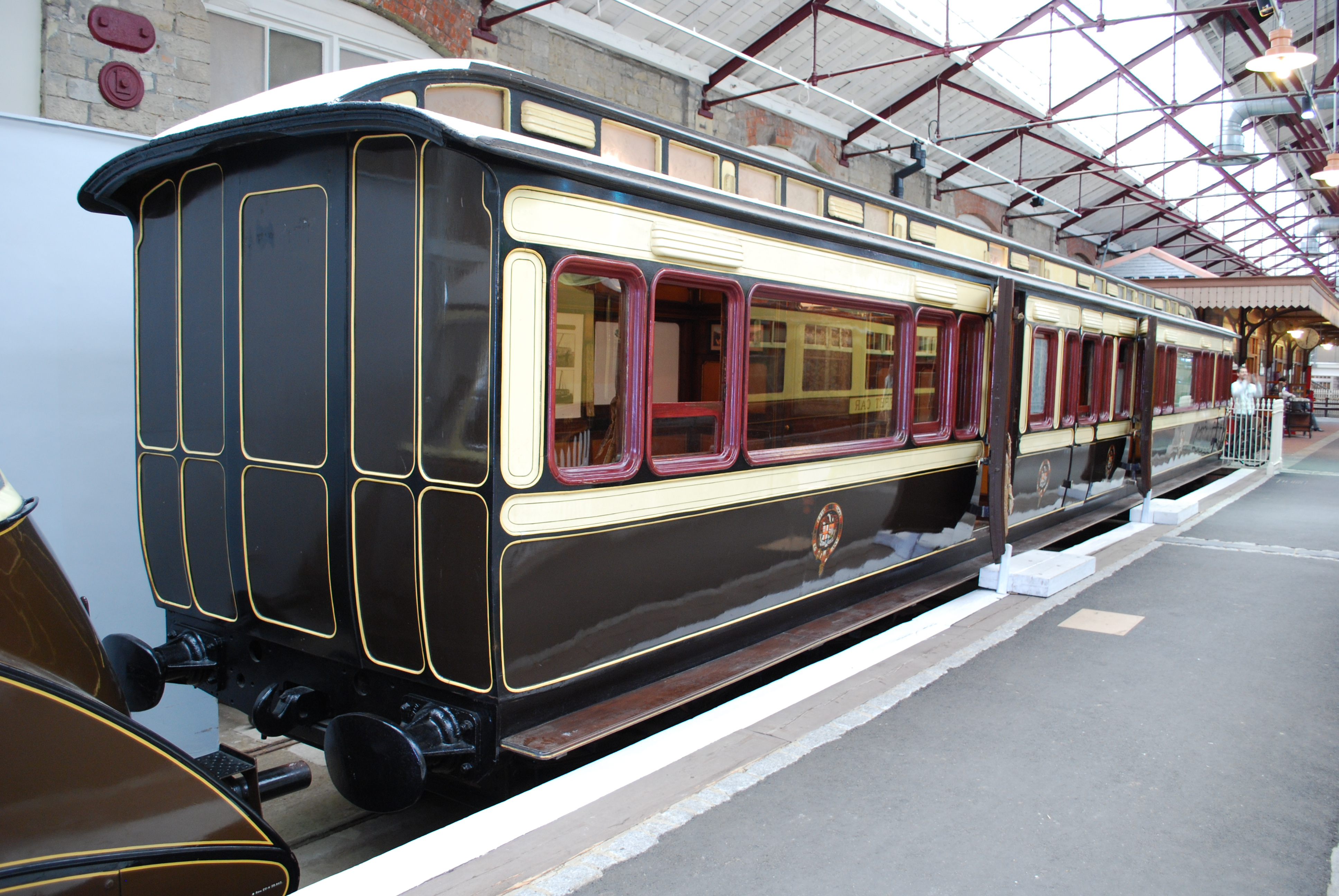
GWR No. 233 "Salón Real", diseñado por Dean en 1897 con ocasión del "Jubileo de Diamante" de la reina Victoria

Algunos coches cama se operaron en las vías de gran ancho, llegando a hacerse familiares en los trenes nocturnos. Los coches restaurante se volvieron más accesibles tras la introducción de los trenes con pasillo. Los primeros coches restaurante, aparecidos en 1896, eran solo para los pasajeros de primera clase; pero el Milford Boat Train incorporó un bufé para los viajeros de segunda clase ya desde 1900. Los coches de deriva se emplearon en muchas rutas, procediéndose a desacoplar la parte trasera de un tren en movimiento para permitir la llegada de parte del pasaje a estaciones intermedias, sin necesidad de que el resto del tren realizase una parad. Durante la Segunda Guerra Mundial se construyeron algunos "Salones especiales" para el uso de personalidades importantes y para el tren de la Casa Real británica.

## Librea

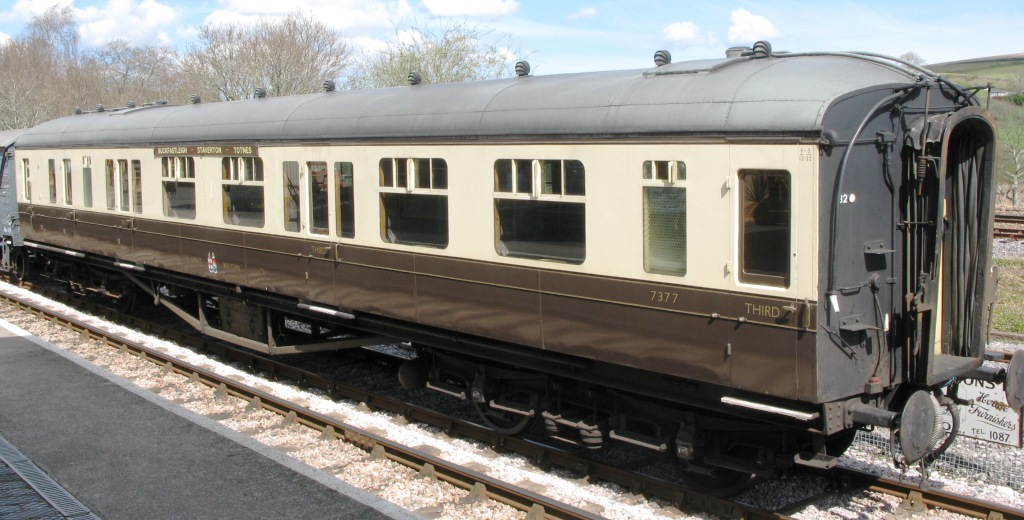
Furgón de frenos compuesto Hawksworth, conservado por el Trust del Ferrocarril del Sur de Devon. Muestra la librea familiar de color "chocolate y crema" utilizada en 1922

La librea de los primeros coches era de color marrón chocolate oscuro, pero a partir de 1864 los paneles superiores se pintaron de blanco, que se convirtió en un crema pálido después de ser barnizados y expuestos a la intemperie. Estos paneles se pintaron posteriormente en color crema para dar un efecto similar. A partir de 1908, los vagones se pintaron de marrón chocolate por todas partes, pero esto cambió a un color rojo lago en 1912. Reapareció una librea de dos colores en 1922, con un tono crema más rico en los paneles superiores y marrón chocolate debajo. Ciertos vehículos, como los furgones de paquetería y los dedicados al transporte de caballos, que podían circular en trenes de pasajeros, a menudo se pintaban solo en marrón chocolate cuando los coches que transportaban pasajeros eran de color chocolate y crema, por lo que estos coches que no transportaban pasajeros llegaron a ser conocidos como "vehículos marrones".

## Numeración
Cada clase de coche se numeró inicialmente en su propia serie, comenzando en 1. Esto implicó volver a numerar los vehículos que se reclasificaron, por ejemplo, los coches de primera clase adaptados para dar servicio en segunda clase. Para reunirlos a todos en una serie en 1907, los vagones de tercera clase se dejaron con sus números originales; la segunda clase tenía el 5000 agregado a sus números; los compuestos tenían el 6000 agregado; la primera clase el tenía 8000 agregado; los coches cama y los salones se volvieron a numerar en la serie 9000–9399; y los coches bufé se renumeraron en la serie 9500.

## Códigos según tipo
Los códigos según el tipo de vehículo fueron introducidos por George Jackson Churchward para facilitar la referencia a diferentes clases de coches. De esta forma, cada tipo podía identificarse con una combinación de una letra (que representaba un tipo general) y una cifra (que representaba un diseño distintivo de ese tipo), como por ejemplo, C3 o H16:
- A – con bogies, de primera clase
- B – con bogies, de segunda clase
- C – con bogies, de tercera clase
- D – con bogies, furgón de frenos de tercera clase
- E – con bogies, coche compuesto
- F – coche de deriva
- G – salón
- H – coche restaurante
- J – coche cama
- K – furgón de cola
- L – furgón postal
- M – con bogies, furgón de paquetería
- N – furgón para el transporte de caballos
- O – furgón para el transporte de leche fresca
- P – furgón de transporte general
- Q – salón de inspección
- R – coche de primera clase
- S – coche de tercera clase (ex segunda)
- T – furgón de frenos de tercera clase (ex segunda)
- U – furgón compuesto
- V – furgón de cola
- W – furgón de paquetería

## Códigos telegráficos
El GWR fue pionero en la comunicación mediante el telégrafo eléctrico en 1839, utilizándose un sistema de códigos propio para representar varios tipos de coches. Los códigos se modificaron con el paso de los años a medida que cambiaban las necesidades de la compañía. Muchos de los códigos podrían tener una letra adicional para identificar variaciones, como Scorpion C (un furgón de transporte de 45 pies (13,7 m)) o Scorpion D (un furgón de transporte de 21 pies (6,4 m)). En 1939 estaban en uso los siguientes códigos:
- Beetle (Escarabajo) – furgón especial para ganado
- Bloater (Arenque ahumado) – furgón cubierto para pescado
- Catox (Catox) – furgón para ganado
- Chafer (Escarabajo) – transporte de inválidos
- Chintz (Estampado) – coche familiar
- Chub (Cachorro) – salón de tercera clase
- Cricket (Cricket) – coche compuesto
- Emmett (Emmett) – furgón de frenos de tercera clase
- First (Primero) – coche de primera clase
- Gnat (Mosquito) – coche de deriva
- Hydra (Hidra) – furgón plataforma para vehículos de carretera
- Melon (Melón) – coche de freno de tercera clase
- Mex (México) – furgón de ganado
- Monster (Monstruo) – coche panorámico
- Paco (Paco) – coche para caballos
- Python (Pitón) – furgón de transporte cubierto
- Scorpion (Escorpión) – furgón de transporte
- Siphon (Sifón) – furgón para el transporte de leche
- Snake (Serpiente) – coche de pasajeros
- Termite (Termita) – coche de tercera clase